# Lindre-Basse
Lindre-Basse település Franciaországban, Moselle megyében. Lakosainak száma 222 fő (2022. január 1.). Lindre-Basse Dieuze, Gelucourt, Guéblange-lès-Dieuze, Guermange, Lindre-Haute, Tarquimpol és Zommange községekkel határos.

## Népesség
A település népességének változása:
| Lakosok száma | 254  | 229  | 228  | 218  | 231  | 229  | 218  | 209  | 210  | 222  |
|               | 1968 | 1982 | 1990 | 2006 | 2013 | 2015 | 2017 | 2019 | 2020 | 2022 |